# 212-85-06
«212-85-06» (читається: «Два — дванадцять — вісімдесят п'ять — нуль шість»; рос. Два — двена́дцать — во́семьдесят пять — ноль шесть) — пісня групи «Аквариум» з альбому «Дети Декабря». Автор музики та слів — Борис Гребенщиков (БГ).
У тексті пісні 212-85-06 — це ленінградський телефонний номер десь на Васильєвському острові:

2-12-85-06

2-12-85-06

2-12-85-06 — это твой номер, номер, номер…

## Текст
Текст пісні являє собою куплети, які перемежовуються з короткими діалогами, ремарками і частівками-коломийками (наприклад, «А меня били-колотили во дороге во кустах, // Проломили мою голову в семнадцати местах.. // Ах…»), причому на офіційному сайті групи цей другорядний текст відображений непослідовно.
Перший куплет:

Если бы я знал, что такое электричество,
Я сделал бы шаг, я вышел на улицу,
Зашёл бы в телефон, набрал бы твой номер: И услышал бы твой голос, голос, голос…

## Альбоми
Альбоми та компіляції, в які потрапила пісня:
- Дети Декабря (1985)
- Аквариум. Хрестоматія (1980-87) (1997)
- 20 Лучших Песен. Хрестоматия. Версия 1.1 (1999)
- Территория (2000)
- 50 БГ (2003)
- Аквариум. Reggae (2005)
- Питер FM OST (2006)

## Кавер-версії
- Маркшейдер Кунст[1]
- Восьмая Марта

## Факти
- Пісня спочатку була подарована Гребєнщиковим Олексію Вишні[2].
- Існують різного ступеня достовірності легенди про походження цього телефонного номера. За однією з них, в ті роки він належав самому Борису Гребенщикову. За іншою, це був номер так званого «ефіру»: в середині 1980-х років у Ленінграді на одній із АТС сталася помилка, в результаті чого всі, що телефонували за цим номером з'єднувалися між собою[3]. Сам Гребенщиков стверджує, що номер придуманий їм абсолютно випадково. Також є версія, що це дата і час написання пісні: 2 грудня 1985 року о 6 годині ранку[4].
- У дев'яності роки двадцятого століття цей телефон спочатку використовувався валютним магазином, а потім відділенням компанії «Інтурист» в московському готелі «Космос».
- В пісні використовуються цитати з фільмів «Собака Баскервілів» («Що це, Беррімор?») і «Ад'ютант його високоповажності» («Фитилёк-то притуши — коптит!»; «Ведь это ты, Мирон, Павла убил?»).
- При програванні навпаки уривка, що починається з 4:17, стають зрозумілі записані навпаки слова: перше — «типа „Ечур Кайруф“» (друге навпаки), друге — «типа „Фурия круче“».
- Ерхо і Лабадай — спотворені прізвища авторів відомого і який перевидається досі підручника латинської мови[5].
- «Дварцы Кур Мяф» («Dvartz'y Kur Myaf») — назва однієї з інструментальних частин на альбомі Сергія Курьохіна і БГ «Подземная Культура»[6].
- «Недолго это тело будет жить на земле» — цитата з давньоіндійського буддійського тексту «Дхаммапада» (III-41): «Невдовзі - гай-гай - це тіло валятиметься на землі покинуте, непритомне, як непотрібна колода»[7].
- «Есть загадочные девушки с магнитными глазами, / Есть большие пассажиры мандариновой травы» — можливо, перегукується з текстом Бітлз «Lucy in the Sky with Diamonds»:

Picture yourself in a boat on a river
With tangerine trees and marmalade skies
Somebody calls you, you answer quite slowly
A girl with caleidoscope eyes.

- «Есть люди, разгрызающие кобальтовый сплав». Сплав кобальту з хромом використовується у стоматології для протезування. В. І. Кулаженко рекомендує використовувати промисловий сплав ЛК-4. Склад його наступний: кобальту 58 %, хрому 25-28 %, молібдену 4,5—5,5 %', нікелю 3-3,75 %, марганцю 0,6 %, заліза 1,5 %, вуглецю 0,15—0,25 %, кремнію 0,03 %.
- Число 2128506 може бути представлене як добуток двох найменших простих чисел (2 і 3) та шестизначного простого числа 354751. Воно також може бути записано як {\displaystyle {\frac {(2\cdot 3)\cdot (8^{9}-9^{8})}{2^{8}+1}}}.

## Вплив на культуру
- Пісня нерідко цитується іншими авторами:

А сегодня с утра новое чувство вступило: чувствовал себя Бенедикт умным и богатым, и охота было, чтоб все видели: вот он идёт, Бенедикт, умный и богатый. И щедрый. Остановился, слепцов послушал. Они как раз старинное, бойкое грянули: «Два двенадцать восемьдесят пять ноль бэ! Два двенадцать восемьдесят пять ноль вэ! Два двенадцать восемьдесят пять ноль гэ!» — послушал и кинул им мышей связку. Ага, целую связку! Гуляем!

(Татьяна Толстая, «Кысь».)

В мире есть семь, и в мире есть три,

Есть люди, у которых капитал внутри,

Есть люди, у которых хризолитовые ноги,

Есть люди, у которых между ног Брюс Ли…

(Ольга Арєфьева, пісня «Площадь Ногина», альбом «Регги левой ноги».)

В мире есть семь, в мире есть три.

Я согласен, действительно есть.

Но я позволю вам напомнить, что есть ещё шесть шесть шесть!

(Костянтин Кінчев, пісня «Атеист», альбом «Статья 206, часть 2».)

- Пісня звучить в епізоді фільму «Кур'єр».
- Пісня входить до саундтреку фільму «Питер FM».
- У кліпі на пісню групи «Алиса» «Траса Е-95» Костянтин Кінчев набирає на телефоні номер 212-85-06.
- В одному з епізодів серіалу «Убивча сила» Ігор Плахов просить зателефонувати Анатолію Дукалису за номером 212-85-06. В іншому епізоді («Китайський квартал») з того ж номера бандити дзвонять якомусь Дену.
- Номер неодноразово використовувався Артемієм Лебедєвим в якості зразка телефонного номера, в тому числі у книзі «Ководство»[11].
- У книзі А. Екслера «Записки нареченої програміста» головний герой Сергій записує Ірині свій телефон у вигляді «207A7A». При перекладі в десяткову систему числення виходить 2128506.
- В одному з епізодів серіалу «Павутина-6» майор Туманів і капітан Греків запитують у дівчини телефон її подруги, на прохання якої вона здала квартиру злочинцю. Дівчина відповідає: «Записуйте: Два… Дванадцять… Восемьдесять п'ять…» Один з оперів її перебиває, питаючи: «Нуль шість?».
- На декорації до вистави «Кыся» «Театру двох столиць п.к. Льва Рахліна» 212-85-06 — номер телефону автотранспортної компанії.
- У серіалі «Мент у законі» (9 сезон 13 серія) 212 — 85 — 06 — код від сейфа.
- У фільмі «Літо» Кирила Серебреннікова — Мар'яна, знайомлячись з Віктором Цоєм, пише йому на руці як свій номер телефону 212-85-06 [Архівовано 12 червня 2018 у Wayback Machine.]  [Архівовано 9 червня 2018 у Wayback Machine.].

## Переклади
Існує переклад пісні англійською мовою, зроблений Михайлом Морозовим: 
If I only knew what the electricity was like. 

I would make a step. I'd go out on the street. 

I'd go to phone booth. I'd dial your number. 

And I'd hear your voice,  

your voice, your voice,  

your voice, your voice,  

your voice, your voice. . . 

But I don't know how the signal goes. 

I don't know the basics of communication. 

I don't know who laid the cable. 

'afraid I'll never see you again, again, again . . . 

Phone number two-one-two-eight-five-o-six. 

Phone number two-one-two-eight-five-o-six. 

Phone number two-one-two-eight-five-o-six. 

This is your number,  

number, number, number, number,  

number, number, number, number . . . 

- what is it, Barrymore? 

- its a dub, sir. 

And I was hit and I was beaten in the bushes by the road. 

And my skull was badly fractured seventeen times in the row. 

Alas, this body isn't gonna live on Earth for too long. 

This body isn't gonna live on Earth for too long. 

You ask the rider in white saddle for how long. 

This body isn't gonna live on Earth for too long. 

Here is a woman who is tied to transportation bundle. 

Here is a woman and the bald he-goat that she straddles. 

Here is a woman looking on the glass alone. 

This body isn't gonna live on Earth for long. . . 

And there is 3, and there is 5. 

And there are people with the captain inside. 

And there are people with the legs of chrysolite. 

And there are people with Bruce Lee between the thighs. 

And there are people who always call you "sir". 

And people with many heads - up to one hundred four. 

And there are mysterious girls with magnetic eyes 

And there are big passengers of tangerine grass. 

And people who crack the cobalt alloy. 

And there are people who have twenty chicken-toys. 

Some are kinda alive and some are dead or kind of, 

But nobody really knows your phone number. 

Number kinda two-one-two-eight-five-o-a. 

Number kinda two-one-two-eight-five-o-b. 

Number kinda two-one-two-eight-five-o-c. 

Number kinda two-one-two-eight-five-o-d. 

Number kinda two-one-two-eight-five-o-e. 

Number kinda two-one-two-eight-five-o-f. 

Number kinda two-one-two-eight-five-o-g. 

Number kinda two-one-two-eight-five-o-h. 

Phone number two-one-two-eight-five-o-six. 

Phone number two-one-two-eight-five-o-six. 

Phone number two-one-two-eight-five-o-six. 

That is your number, 

number, number, number, number, 

number, number, number, number . . . 

## У записі пісні брали участь
- БГ — голос, гітари
- А. Тітов — бас
- П. Трощенков — ударні
- С. Курьохін — Korg
- А. Ляпін — гітара
- М. Васильєв — percussion
- А. Тропілло — вимовляє текст коломийки